# Oleksandr Mytrofanow
Oleksandr Wolodymyrowytsch Mytrofanow (ukrainisch Олександр Володимирович Митрофанов; * 1. November 1977 in Dschankoj, Ukrainische SSR) ist ein ehemaliger ukrainischer Fußballspieler.

## Karriere
Mytrofanow erste Vereinsstation war 1996 Tawrija Simferopol. 2002 wechselte er zum russischen Verein Anschi Machatschkala. In der Saison 2002/03 wurde er erneut von Simferopol verpflichtet. 2004 entschied er sich zu einem Wechsel nach Kasachstan zum FK Aqtöbe, mit dem er zum dreifachen kasachischen Meister wurde. 2010 ging er nach sechs erfolgreichen Saisons zum Ligarivalen Ordabassy Schymkent.

## Erfolge
- Kasachischer Meister: 2005, 2007, 2008
- Kasachischer Pokal: 2008
- Kasachischer Superpokal: 2008